# Ulrika Fåhraeus
Eva Ulrika Dagsdotter Fåhraeus Suovanen, född Fåhraeus 25 december 1965 i Luleå, är en svensk journalist, författare, bloggare och opinionsbildare.

## Biografi
Efter journalistikstudier på International Business School Washington 1990–1992 började Fåhraeus som journalist och specialiserade sig efterhand på hästsport. År 2005–2016 skrev hon i Tidningen Ridsport och 2014–2024 drev hon hästbloggen Ponnymamman. År 2017 skrev Fåhraeus om en hästtränare som ägnat sig åt sexuella övergrepp, vilket resulterade i att TV-programmen Uppdrag Granskning och SVT Dold gjorde omfattande granskningar av fallet. Blogginlägget Bortom bubblan – en berättelse om fasa, terror och befrielse, publicerat den 10 november 2016, ledde till att P1 Dokumentär gjorde en dokumentärserie om missförhållanden på en hästgård. År 2021 gav Fåhraeus och Anna Bohlin ut boken Händelserna på Hästgården: familjens berättelse på Bokförlaget Forum.

## Familj
Sedan 1995 är Fåhraeus gift med operasångaren Gabriel Suovanen; de har en dotter. 